# 切萨雷奥港
切萨雷奥港（義大利語：Porto Cesareo），是意大利莱切省的一个市镇。总面积34平方公里，人口5573人，人口密度163.9人/平方公里（2009年）。ISTAT代码为075097。